# 박영창
박영창(朴永昌, 1915년 5월 28일~2015년 7월 28일)은 대한민국의 독립운동가, 목사이자 교수였다. 그는 신사참배를 반대한 박관준 장로의 아들이다. 부친에 대한 전기 <순교자 박관준 장로 일대기>과 <일본이여 대답하라>를 출판하였다. 호는 월광이다.

박영창 목사

## 생애
박영창은 아버지 박관준 장로와 이관선 여사 사이에서 일제강점기 평안북도 영변에서 출생했다.  미션스쿨인 숭덕중학을 거쳐 1939년 동경 유학 중 아버지 박관준, 안이숙과 함께 일본제국 중의원 국회의사당에서 신사참배반대 항의경고문을 투척한 의거를 일으켜 현장 체포되어 옥고를 치렀다. 그 후 한국으로 압송되자 중국으로 탈출, 북경과 상해등지에서 6년간 망명생활을 하다가 부친의 옥사 소식을 듣고 귀국한지 한 주일 만에 8.15 광복을 맞았다. 일본 호세이 대학교, 도쿄 신학대학, 연희대학을 거쳐 장로회신학교를 1회로 졸업하고 한국 YMCA 연합회 종교부 및 출판부 간사를 지내고 일본 동경 한국 YMCA 협동 총무 로 활약한 후, 귀국하여 명지대학교 초대교목, 교목실장을 역임했다. 1969년 미국으로 이주하여 로스앤젤레스에 대한 남가주 교회를 창립하고, 일본 도쿄 주재 선교사, 남가주 교회협의회 회장, 남가주 원로목사회 회장, 미주 광복회 초대회장, 남가주 이북 5도민회 초대회장, LA 한인회 고문, 민주평통 자문위원 등 교육, 언론, 사회단체, 기독교계에 여러 업적을 남긴 남가주 한인 이민 1세기의 산 증인이었다.
1982년 일본 정부의 교과서 왜곡 사건이 일어나자 일본 정계 및 사회 각계 각층에 항의경고 활동을 하는 한편, 한일 관계의 올바른 정립과 두 나라의 우호와 동아시아의 미래와 세계평화를 위한 활동을 하였다. 부인은 박정애 권사이며, 후손으로는 슬하에 1남 박영남 목사(새소망장로교회 협동목사)와 3녀 그레이스 전, 이혜경, 이은미, 손자인 로니 박 목사(선한청지기교회 EM) 씨를 두고 있다.

## 학력
- 일본 호세이 대학교
- 동경 신학대학
- 연세대학교
- 장로회신학대학교

## 저서
- 성웅 마하트라마 간디.
- 정의가 나를 부를 때.
- 순교자 박관준장로 일대기.
- 일본이여 대답하라
- 한국의 엘리아

## 수상
- 세계평화상 열매상과 대상 (세계평화봉사단)[4]

## 같이 보기
- 박관준
- 안이숙
- 한국의 목회자 목록